# Raúl Ronzoni
Raúl Ronzoni (Montevideo, 24 de mayo de 1943-Valencia, 24 de junio de 2024) fue un periodista y autor uruguayo.

## Biografía
Su labor periodística comienza en la sección deportes de Época. También escribió en Hechos, Ahora, Sur, El Debate y El Día. Desde 1991 se dedica al periodismo judicial en el semanario Búsqueda.
Se ha desempeñado como corresponsal de la agencia de noticias Inter Press Service y de los diarios Clarín, Folha de São Paulo y la revista Mercosur. También produjo programas de televisión y participó en el programa radial "En Perspectiva".

## Obras[4]
- Reforma al sistema penal y carcelario en Uruguay (Cadal, 2008)
- Viejos son los trapos (Saga ediciones, 2009, con Mauricio Rodríguez)
- Criminales. Dramas, mitos y traiciones (2011)
- Asesinos & Cía. (2012)
- ¡Vidas bien vividas! (2012, con Mauricio Rodríguez)
- Mercedes Pinto. Indómita y seductora. Una guerrera con Batlle, Brum y la masonería (2013)
- Las caras del mal (2014)
- Anchorena. La leyenda del patricio aventurero (2015)
- FIFA. La trama secreta de la mafia (2016)[5]
- El infidente. La historia secreta de un terremoto político y económico (2018)[6][7]